# Marian Tałaj
Marian Zenon Tałaj (ur. 22 grudnia 1950 w Koszalinie) – polski judoka, medalista olimpijski, trener.
Dwukrotnie startował w igrzyskach olimpijskich. W Monachium 1972 odpadł w 3. eliminacji w wadze piórkowej, ale w Montreal 1976 wywalczył brązowy medal w wadze lekkiej.
Był także trzykrotnym medalistą mistrzostw Europy: srebrnym (1977) i brązowym (1972 i 1976), a także mistrzem świata juniorów (w 1968).
Siedem razy zdobywał mistrzostwo Polski: 1971, 1975, 1976, 1977, 1978, 1980 i 1981, trzy razy był wicemistrzem (1970, 1972, 1979), a cztery razy brązowym medalistą (1973, 1974, 1982 i 1983).
Był zawodnikiem Gwardii Koszalin.
Po zakończeniu kariery został trenerem. Od stycznia 2005 prowadzi polską kadrę narodową judoków.
Posiada stopień 8 dan.